# Nikola Janković
Nikola Janković (in serbo Никола Јанковић?; Vranje, 13 febbraio 1994) è un cestista serbo.

## Palmarès

### Squadra
- Campionato sloveno: 1

Union Olimpija: 2016-17
- Coppa di Serbia: 3

Mega Leks Belgrado: 2016
Partizan Belgrado: 2019, 2020
- Coppa di Slovenia: 1

Union Olimpija: 2017
- Supercoppa ABA Liga: 1

Partizan Belgrado: 2019

### Individuale
- MVP Lega Adriatica: 1

Union Olimpija: 2016-17